# الصيد (الحيمة الداخلية)

تعديل مصدري - تعديل

الصيد هي إحدى قرى عزلة بني عمرو بمديرية الحيمة الداخلية التابعة لمحافظة صنعاء، بلغ تعداد سكانها 1168 نسمة حسب تعداد اليمن لعام 2004.
تسكنها:
• قبيلة جرم 
• قبيلة خطاب 
• قبيلة نبهان